# BSI-Affäre

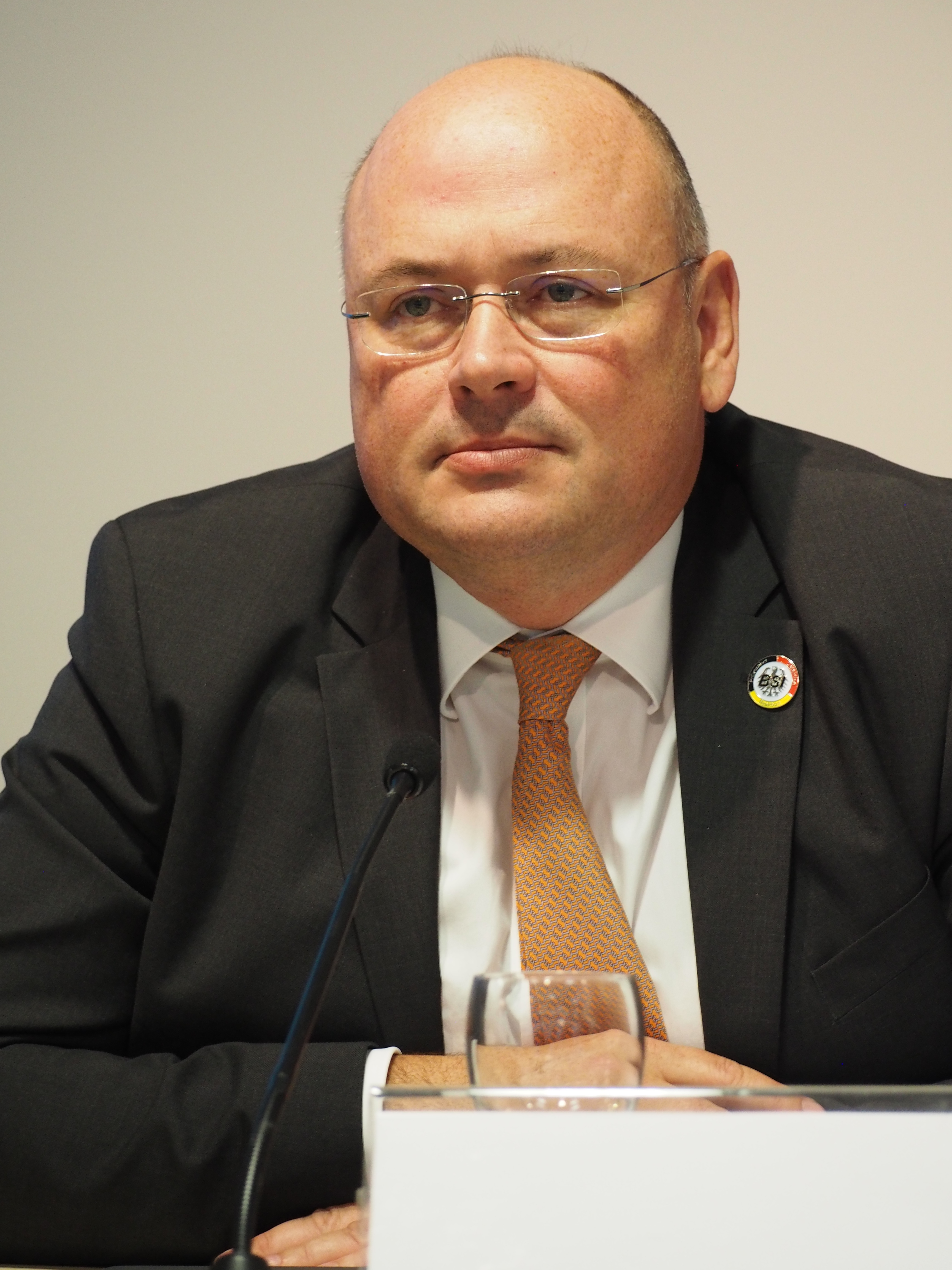
Arne Schönbohm auf der it-sa 2017

Die BSI-Affäre ist eine im Oktober 2022 von Jan Böhmermanns Sendung ZDF Magazin Royale ausgelöste politische Affäre um angebliche Russlandkontakte des damaligen Präsidenten des Bundesamtes für Sicherheit in der Informationstechnik (BSI), Arne Schönbohm. Trotz der laut Medienberichten fehlenden Grundlage der Anschuldigungen wurde Schönbohm auf Anordnung von Bundesinnenministerin Nancy Faeser zunächst freigestellt und später versetzt. Im Mai 2023 gab das Innenministerium nach Prüfung der Vorwürfe gegen ihn bekannt, dass sich diese nicht erhärtet hätten. Im Dezember 2024 verbot das Landgericht München I dem ZDF die Verbreitung und Behauptung vier konkreter Äußerungen, die nach Ansicht des Gerichts bewusste Kontakte Schönbohms zu russischen Nachrichtendiensten suggerierten, als unwahre Tatsachenbehauptungen.

## Geschichte

### Vorwürfe in der ZDF Magazin Royale-Sendung
In der am 7. Oktober 2022 ausgestrahlten ZDF Magazin Royale-Sendung, die in Kooperation mit dem anonym agierenden Netzwerk Policy Network Analytics entstand, wurde dargelegt, dass Schönbohm auch nach dem russischen Überfall auf die Ukraine 2022 Kontakte zum Cyber-Sicherheitsrat Deutschland e. V. unterhalte, obwohl ihm mehrmals nahegelegt worden sei, sich von dem Verein zu distanzieren – so beispielsweise durch seinen Besuch zum zehnjährigen Vereinsjubiläum am 8. September 2022, bei dem er auch eine Festrede hielt. Das ARD-Magazin Kontraste hatte bereits im Juni 2019 über die Teilnahme eines Vertreters des u. a. von Schönbohm gegründeten Vereins Cyber-Sicherheitsrat Deutschland e. V. an einer Sicherheitskonferenz in Garmisch-Partenkirchen berichtet, an der auch Vertreter staatlicher russischer und amerikanischer Organisationen teilgenommen hatten.
Den Mitarbeitern seiner eigenen Behörde hatte er Auftritte mit Vertretern des Cyber-Sicherheitsrates Deutschland e. V. untersagt. In der Praxis gab es wiederholte Kooperationen, wie mehrere Teilnahmen von Referats- und Abteilungsleitern des Bundesinnenministeriums an Veranstaltungen des Vereins zeigen. Der Auftritt Schönbohms bei der Festveranstaltung war im Vorfeld vom zuständigen Staatssekretär Markus Richter genehmigt worden. Die Zeit veröffentlichte im Nachgang einen ausführlichen Artikel zum Cyber-Sicherheitsrat Deutschland e. V., Arne Schönbohm und zu Hans-Wilhelm Dünn, dem aktuellen Vorsitzenden des Vereins. Omid Nouripour brachte mögliche Ermittlungen durch die Bundesanwaltschaft in Karlsruhe ins Gespräch. Im Fokus der Berichterstattung der ZDF-Sendung stand auch die Mitgliedschaft der Protelion GmbH im Cyber-Sicherheitsrat Deutschland e. V. Protelion gehört zum russischen Unternehmen Infotecs, welches von einem ehemaligen Mitarbeiter des russischen Nachrichtendienstes KGB gegründet wurde und nach eigenen Angaben weiterhin auch im Auftrag des KGB-Nachfolgers FSB agiert. Die Bundesregierung hatte Protelion mehrfach finanziell gefördert, u. a. im Auslandsmesseprogramm des Wirtschaftsministeriums.
Sascha Lobo bezog sich in einer Spiegel-Kolumne auf mehrere Fachleute und schrieb, „dass offenbar Böhmermanns Inszenierungsfuror mit ihm durchgegangen“ sei. Eine Reihe Tweets des ZDF Magazin Royale bewertete Lobo als „Flucht vor der eigenen Ungenauigkeit und mangelnden Recherchen“. Den Bezug nehmend auf das Bundesinnenministerium, beschreibt er Schönbohm als „Dorn im Überwachungsauge“. Die Freistellung sieht Lobo als Möglichkeit, einen „Überwachungsfreund an die Spitze des BSI“ zu setzen. Generell konkludieren weitere Spiegeljournalisten: „Fürs Erste bleibt von den konkreten Vorwürfen gegen ihn wenig übrig“.
Stimmen aus dem BSI kritisierten die mediale Darstellung. Unter anderem ging es dabei auch um die mögliche Zertifizierung von Infotecs. Eine Informationsfreiheitsanfrage von Karl Engelhardt machte das Schreiben für alle zugänglich.

„Das BSI hat mitnichten den vom BfV geäußerten Bedenken widersprochen oder auf die Fortführung des Verfahrens mit dem Ziel der Zertifizierung
beharrt. Die Untersagung der Zertifikatserteilung aufgrund sicherheitspolitischer Belange kann ausdrücklich laut Gesetz nur durch das BMI erfolgen, vgl. § 9 Abs. 4 Nr. 2, Abs. 4a BSIG. Das BSI kann daher nicht „auf Zuruf“ von Bedenken des BfV das Verfahren vorzeitig beenden oder die Untersagung selbst aussprechen – es würde damit gleichermaßen seine Kompetenzen überschreiten und seinen Auftrag zur technischen Prüfung aus § 9 Abs. 1, 2 BSIG missachten.“

### Sanktionen gegen Schönbohm
Am 18. Oktober 2022 wurde Schönbohm mit sofortiger Wirkung die Führung der Amtsgeschäfte verboten. Ein Disziplinarverfahren, um das Schönbohm gebeten hatte, damit die Vorwürfe gegen ihn geklärt werden, wurde von Seiten des Innenministeriums abgelehnt.
Auch in der Antwort des Innenministeriums auf eine Kleine Anfrage im Bundestag konnten keine juristisch relevanten Belege für ein Fehlverhalten Schönbohms genannt werden. Stattdessen wurde auf „nachrichtendienstliche Gründe“ verwiesen. Laut Bundesbeamtengesetz muss nach einer Freistellung – sollten keine disziplinarwürdigen Verfehlungen nachzuweisen sein – der betroffene Beamte spätestens nach Ablauf von drei Monaten weiter in seinem bisherigen Amt beschäftigt werden oder innerhalb des Geschäftsbereiches des Ministeriums auf einen gleichwertigen anderen Dienstposten umgesetzt oder versetzt werden. Schönbohm wurde zum 1. Januar 2023 auf die Stelle des Präsidenten der Bundesakademie für öffentliche Verwaltung versetzt. Der Dienstposten wurde wegen der Versetzung extra heraufgestuft. Laut einem Bericht der Nachrichten-Website Business Insider waren die Verbindungen zum Verein nicht ausschlaggebend für die Versetzung, sondern Aussagen in Ausschusssitzungen sowie die Amtsführung Schönbohms.
Entgegen anderslautenden Medienberichten ergab eine Prüfung der G10-Kommission des Deutschen Bundestages, dass es keine nachrichtendienstliche Überwachung gegen Hans-Wilhelm Dünn gegeben habe.
Jasper von Altenbockum sah im Februar 2023 das BSI „geschwächt in einer Zeit, in der es mehr denn je gebraucht wird.“ Auch deshalb sei „die Schönbohm-Affäre eigentlich eine Faeser-Affäre.“

### Zweifel an den Vorwürfen, Gesetzesänderung und Klage
Im Mai 2023 gab das Innenministerium laut einem Bericht des Business Insider nach Prüfung der Vorwürfe bekannt, dass diese unbegründet seien. Die Vorwürfe hätten sich in der Voruntersuchung nicht erhärtet und reichten laut Innenministerium nicht für die Einleitung eines Disziplinarverfahrens, wie Schönbohm sie nach seiner Freistellung gefordert hatte. Die Freistellung hatte Faeser mit einem „gestörten Vertrauensverhältnis“ begründet. Verschiedene Stimmen kritisierten im Mai 2023, dass sich weder Faeser noch Böhmermann bei Schönbohm für den Vorgang entschuldigt hätten. Heise Online kommentierte „Der angebliche Fall Schönbohm war keiner,“ die Affäre trage nun Faesers Namen.
Trotz der im Koalitionsvertrag der Ampelkoalition geplanten größeren Unabhängigkeit des BSI trat im Juli 2023 ein Gesetz in Kraft, das BSI-Chefs zukünftig zu politischen Beamten macht, womit sie noch leichter entlassen werden können.
Schönbohm reichte im August 2023 Klage gegen das Bundesministerium des Innern ein. Er fordert 5000 Euro Schadenersatz wegen Verletzung der beamtenrechtlichen Fürsorgepflicht, der verzögerten Einleitung von Vorermittlungen bezüglich eines potenziellen Disziplinarverfahrens und Mobbing. Die Klage soll die Vorfälle juristisch klären und prüfen, ob das BMI seinen Fürsorgepflichten nachgekommen ist. Außerdem forderte Schönbohm in einer Abmahnung vom ZDF die Unterlassung mehrerer konkreter Äußerungen sowie 100.000 Euro Entschädigung wegen einer „schweren Persönlichkeitsrechtsverletzung“. Böhmermann wies die Kritik zurück und schrieb auf Mastodon: „Uns […] einen geheimen ›Komplott‹ mit dem […] Bundesinnenministerium zu unterstellen, ist […] frei erfunden.“ Gemäß einem Artikel im Spiegel ist es ungewöhnlich, dass Böhmermann in Schriftform statt mit spitzen Podcast-Bemerkungen geantwortet hat. Der Chefredakteur von Legal Tribune Online, Felix W. Zimmermann vertrat die Ansicht, es lägen keine presserechtlich angreifbaren Aspekte in der Darstellung vor. Effekthascherei allein sei presserechtlich nicht untersagungsfähig, doch „ein wenig differenzierte Nachdenklichkeit über die eigene Arbeit würde man sich auch von Böhmermann wünschen.“ Böhmermann forderte Julian Reichelt per Anwalt dazu auf, nicht mehr den Eindruck zu erwecken, dass das ZDF Magazin Royale sich mit dem Innenministerium fraternisiert hätte.
Die Produktionsfirma von ZDF Magazin Royale hat erfolgreich eine einstweilige Verfügung gegen die Medienschaffenden Nius und Julian Reichelt erlangt, die ihnen verbietet, Verdächtigungen über die kontroverse Sendung zu wiederholen. Die Verfügung untersagt unter anderem die Verbreitung von Verdächtigungen über eine angebliche Beteiligung des Innenministeriums an der Sendung. Das Gericht kritisierte, dass vor der Veröffentlichung keine Stellungnahme ermöglicht wurde, was bei Verdachtsberichterstattung erforderlich ist.
Am 19. Dezember 2024 verbot das Landgericht München I dem ZDF die Verbreitung und Behauptung von vier konkreten Äußerungen; den geltend gemachten Schadensersatzanspruch wies es jedoch als unbegründet zurück. Das Gericht kam zu dem Schluss, dass zwei in der Magazin Royale-Sendung getätigte Äußerungen sowie zwei weitere Aussagen auf der Internetseite des ZDF so verstanden werden konnten, Schönbohm habe bewusst Kontakte zu russischen Nachrichtendiensten unterhalten. Diese Beurteilung ergab sich vor allem aus dem Kontext der Sendung und den Begleitumständen der Äußerungen. Das ZDF hatte dagegen argumentiert, bewusste Kontakte seien nicht behauptet worden. Bei den diesbezüglichen Äußerungen Böhmermanns in der Sendung habe es sich vielmehr um satirische Zuspitzungen gehandelt. Nach dem Urteil aber konnte auch eine satirische Aufmachung die Sendung nicht vor der Pflicht zu wahrheitsgemäßen Aussagen befreien. Die insofern behaupteten bewussten Kontakte konnten in der Folge nie nachgewiesen werden und galten daher als unwahr. Aus diesem Grund war das ZDF zur Unterlassung verurteilt worden. Hinsichtlich der nicht zugesprochenen Entschädigungsansprüchen behält sich Schönbohm laut seines Anwaltes weitere Schritte vor. So sei Schönbohm zwischenzeitlich ein Sprechverbot wegen der damals noch laufenden amtlichen Ermittlungen gegen ihn auferlegt worden, wodurch er nicht frühzeitig gegen die falschen Tatsachenbehauptungen Böhmermanns habe vorgehen können.

### Parlamentarische Untersuchungen

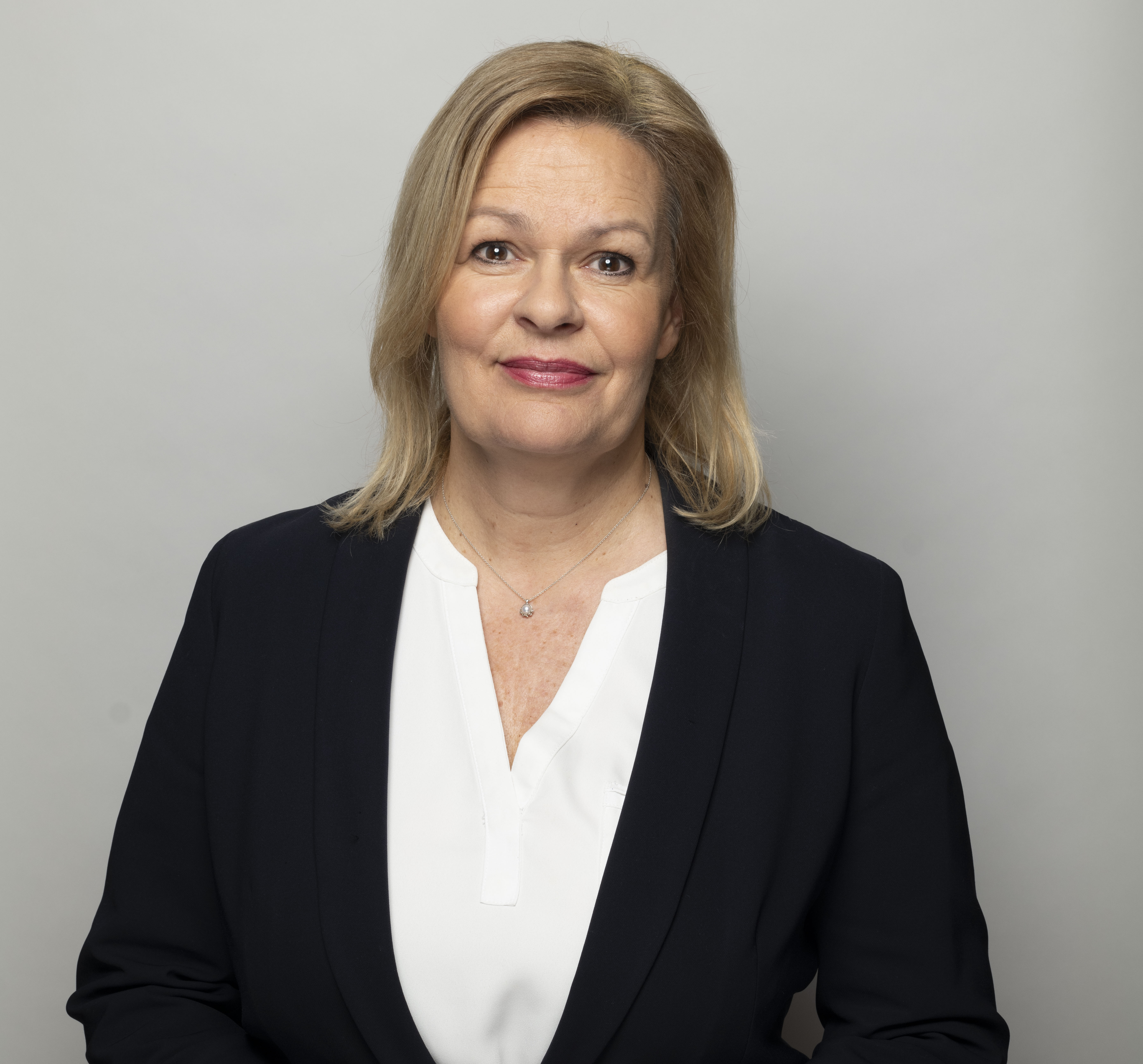
Nancy Faeser (2023)

Die Opposition berief Sondersitzungen des Bundestagsinnenausschusses und des Parlamentarischen Kontrollgremiums ein. Bundesinnenministerin Faeser konnte sich aufgrund einer Erkrankung nicht persönlich dazu äußern. Ihre Abwesenheit bei der Sondersitzung des Ausschusses am 5. und 6. September 2023 wurde von Kritikern bemängelt, insbesondere angesichts eines gleichzeitigen Fototermins. Dieser war Teil einer Wahlkampfveranstaltung in Wiesbaden im Vorfeld der hessischen Landtagswahl. Gemäß einem vertraulichen Vermerk war sie mit den Ergebnissen der Voruntersuchung unzufrieden und hatte ihre Beamten angewiesen, sich nochmals an den Verfassungsschutz zu wenden und alle Unterlagen erneut zusammenzutragen. Ihr wurde zugesichert, diese Unterlagen direkt ohne Einhaltung des Dienstweges zu erhalten. CDU-Innenexperte Alexander Throm forderte Aufklärung. Es gab aber keine Belege, die bewiesen oder darauf hindeuteten, dass Faeser den Verfassungsschutz gezielt auf Schönbohm angesetzt hätte.
In der zweiten Sondersitzung des Bundestagsinnenausschusses zur Debatte über Arne Schönbohm fehlte Faeser erneut. Throm äußerte den Verdacht, dass sie etwas zu verbergen habe. Die SPD wies die Vorwürfe der Instrumentalisierung des Inlandsgeheimdienstes zurück. Faesers Sprecher erläuterte, dass es sich um eine „nach den gesetzlichen Grundlagen erfolgte“ Vorprüfung zur Einleitung eines Disziplinarverfahrens gegen Schönbohm gehandelt habe. Eine solche Vorprüfung diene dazu, belastende und entlastende Umstände zu ermitteln, wozu auch vorhandene Erkenntnisse anderer Behörden hinzugezogen würden. Faeser sprach von einer Schmutzkampagne. Faeser beantwortete am 20. September 2023 vor einer dreistündigen, nicht-öffentlichen Sitzung des Innenausschusses des Bundestags Fragen zur Abberufung und wies dort alle Vorwürfe zurück. Der Bundestag lehnte am selben Tag mit breiter Mehrheit einen Antrag der AfD-Fraktion (20/8411) auf den Rücktritt von Bundesinnenministerin Nancy Faeser wegen ihrer Versetzungsentscheidung für den ehemaligen BSI-Präsidenten Arne Schönbohm ab; die Debatte ergab, dass Vertreter aller anderen Fraktionen sich gegen die AfD-Forderung aussprachen. Die Opposition fand Faesers Erklärungen nicht zufriedenstellend.

### Vertrauliche Unterlagen
Interne Dokumente des BMI zeigen, dass bereits im Juni 2022 Vorwürfe gegen Schönbohm gesammelt worden waren, die später auch zur Begründung seiner Freistellung dienten. Ursprünglich führten diese Vorwürfe jedoch nicht zur Entlassung. Die Entscheidung zur Entlassung wurde erst nach der Satiresendung Böhmermanns getroffen. Zusätzlich wurde die Liste im Juli 2022 um einen weiteren Punkt ergänzt, als eine frühere BSI-Abteilungsleiterin in einem Brief Schönbohm vorwarf, dass dieser ein toxisches Führungsverhalten an den Tag lege. Demnach stelle Schönbohm Führungskräfte bloß und setze sie unter Druck. Diese Vorwürfe wurden als „pauschal und allgemein gehalten und nicht mit Fakten unterlegt“ betrachtet. Trotzdem wurden diese Vorwürfe später mit zur Begründung seiner Freistellung herangezogen. Als Hauptgrund für die Freistellung Schönbohms führte das BMI allerdings schließlich ein zerstörtes Vertrauensverhältnis zwischen Faeser und Schönbohm infolge der Böhmermann-Sendung an.